# Francesco Lana Terzi
Francesco Lana Terzi, född 1631 i staden Brescia i Italien, död 22 februari 1687, var en italiensk jesuit och naturforskare som år 1670 kom med embryot till det vi idag kallar en luftballong. Han uppfann också en "blindskrift" som senare utvecklades till Braille.
Asteroiden 6892 Lana är uppkallad efter honom.

## Luftfarkost
Francesco Lana Terzi beskrev sin idé om ett "flygande skepp" i boken Prodromo år 1670. Farkosten skulle ha en mast med segel och fyra master med 7,5 meter stora klot av kopparfolie. Sfärerna skulle tömmas för luft och då få en lyftkraft motsvarande sex personer. Hur detta skulle gå till
hade han däremot inte kommit fram till.

Lana Terzi's konstruktion från år 1670

Att dessa vakuumklot är fysiskt omöjliga att bygga visades år 1710 av Gottfried Wilhelm von Leibniz, och ett sådant fartyg har aldrig byggts. En modell av Lana Terzi's uppfinning visas på Smithsonian National Air and Space Museum i Washington, D.C.